# Dresden, Ohio
Dresden là một làng thuộc quận Muskingum, tiểu bang Ohio, Hoa Kỳ. Năm 2010, dân số của làng này là 1529 người.

## Dân số
- Dân số năm 2000: 1423 người.
- Dân số năm 2010: 1529 người.